# Zeleno zavajanje
Zeleno zavajanje (angleško greenwashing), je oblika oglaševanja ali tržne propagande, pri kateri se zeleno oglaševanje in zeleno trženje zavajajoče uporabljata za prepričevanje javnosti, da so izdelki, cilji in politika organizacije okolju prijazni. Podjetja, ki namerno izvajajo komunikacijske strategije zelenega zavajanja, to pogosto počnejo, da bi se distancirala od lastnih okolijskih napak ali napak svojih dobaviteljev.
Primer zelenega zavajanje je, ko organizacija porabi znatno več sredstev za oglaševanje svoje zelene podobe kot za dejanske okolju prijazne prakse. Zeleno zavajanje lahko obsega vse od spreminjanja imena ali oznake izdelka, da bi le-tega prikazali kot naravnega (na primer na izdelku, ki vsebuje škodljive kemikalije), do večmilijonskih kampanj za prikaz močno onesnažujočih energetskih podjetij kot okolju prijaznih. Zeleno zavajane prikriva načrte in politike podjetij, ki niso trajnostni. K vse pogostejši rabi izraza so prispevale javne obtožbe o zelenem zavajanju.
Številne korporacije uporabljajo zeleno zavajanje, da izboljšajo javno dojemanje svojih blagovnih znamk. Zapletene korporativne strukture lahko dodatno zakrijejo celotno sliko. Kritiki zelenega zavajanja menijo, da njegov porast in neučinkovita regulacija prispevata k skepticizmu potrošnikov do vseh okoljevarstvenih trditev in zmanjšuje moč potrošnika, da bi podjetja usmerila k bolj zelenim proizvodnim procesom in poslovanju.
Prisotnost zelenega zavajanja se je v zadnjih letih povečala kot odgovor na povpraševanje potrošnikov po okolju prijaznem blagu in storitvah. Novi predpisi, zakoni in smernice organizacij, kot je Odbor za oglaševalsko prakso, so osnovana z namenom, da podjetja odvrnejo od uporabe zelenega zavajanja.

## Značilnosti
TerraChoice, okolijsko svetovalni oddelek UL varstvene organizacije, je leta 2007 opisal »sedem grehov zelenega zavajanja«, da bi »potrošnikom pomagal prepoznati izdelke z zavajajočimi okolijskimi trditvami«:
1. Skriti kompromis: trditev, da je izdelek »zelen«, temelji na nerazumno ozkem naboru lastnosti brez upoštevanja drugih pomembnih okolijskih vprašanj.
2. Ni dokaza: trditev, ki je ni mogoče utemeljiti z lahko dostopnimi informacijami ali s potrdilom zanesljive tretje osebe.
3. Nejasnost: trditev, ki je tako slabo opredeljena ali široka, da se pričakuje, da bo potrošnik verjetno napačno razumel njen resnični pomen. »Povsem naravno« na primer ni nujno »zeleno«.
4. Čaščenje lažnih oznak: trditev, ki z besedami ali slikami daje lažen vtis odobritve tretje osebe.
5. Nepomembnost: trditev, ki je lahko resnična, vendar je nepomembna ali nekoristna za potrošnike, ki iščejo okolju prijaznejše izdelke.
6. Manjše od dveh zlob: trditev, ki je lahko resnična znotraj kategorije izdelkov, vendar obstaja tveganje, da bo odvrnila potrošnikovo pozornost od večjega vpliva kategorije izdelkov kot celote na okolje.
7. Laganje: trditev, ki je preprosto napačna.

Organizacija navaja, da je bil v ZDA do leta 2010 pri približno 95 % potrošniških izdelkov, ki so trdili, da so zeleni, odkrit vsaj eden od teh grehov.